# فرمانده (فیلم ۱۹۹۱)
فرمانده (به تامیلی: Thalapathi) فیلمی محصول سال ۱۹۹۱ و به کارگردانی مانی راتنام است. در این فیلم بازیگرانی همچون راجینیکانت، مموتی، آرویند سوامی، جایشانکار، آمریش پوری، سریویدیا، بهانوپریا، شوبانا، گیتا، ناگش، چاروهاسان، سونو والیا و مانوج کی. جایان ایفای نقش کرده‌اند.